# Universal Wrestling Association
La Universal Wrestling Association (UWA) fue una promoción mexicana de lucha libre profesional con sede en Naucalpan, Estado de México, que operó desde 1975 hasta 1995. El nombre real de la promoción era Promociones Mora y Asociados y más tarde Lucha Libre Internacional, S. C. (LLI), pero fuera de México generalmente se la conoce como UWA, ya que era el nombre del organismo rector internacional ficticio que en términos de storyline supervisaba todos los campeonatos promovidos por LLI. La empresa fue fundada por el luchador y entrenador Ray Mendoza, el promotor Francisco Flores y el inversionista Benjamín Mora Jr. cuando se separaron de la Empresa Mexicana de Lucha Libre para formar su propia promoción. La empresa tenía acuerdos laborales con promociones de lucha libre tanto en Estados Unidos como en Japón, ya que trabajaban con la Universal Wrestling Association con sede en Estados Unidos de Lou Thesz, New Japan Pro-Wrestling (NJPW), la World Wrestling Federation (WWF), Universal Lucha Libre (UWF) y Japan Women's Pro-Wrestling (JWP), entre otras promociones.

## Historia
En 1974, el fundador y propietario de la Empresa Mexicana de Lucha Libre (EMLL, más tarde CMLL), Salvador Lutteroth, trajo a su hijo a la promoción, preparándolo para que asumiera el control cuando el anciano Lutteroth finalmente tuviera que retirarse. Esta acción combinada con una filosofía promocional muy rígida y conservadora llevó al promotor de EMLL en Naucalpan, Estado de México, Francisco Flores, al luchador y entrenador de EMLL Ray Mendoza y al inversionista Benjamín Mora Jr. a separarse de la EMLL para formar su propia compañía y desafiar el dominio de la EMLL en México. Con el inminente cambio de dirección en la EMLL, muchos luchadores que anteriormente habían sido leales a Lutteroth decidieron irse con Flores, Mendoza y Mora, incluidos los amigos cercanos de Mendoza, René Guajardo y Karloff Lagarde y varios luchadores jóvenes, frustrados por la falta de oportunidades en la EMLL. Formaron la empresa Promociones Mora y Asociados (más tarde Lucha Libre Internacional (LLI)), que luego sería ampliamente conocida como Universal Wrestling Association (UWA), el nombre de su organismo rector ficticio que fue adoptado de la efímera promoción estadounidense UWA dirigida por Lou Thesz, y celebraron su primer espectáculo el 29 de enero de 1975, creando el primer verdadero rival para la EMLL en décadas.
Para algunos, la promoción era conocida como «Lucha Libre de El Toreo de Naucalpan» (o simplemente «El Toreo»), en honor a la base de operaciones de la promoción, el Toreo de Cuatro Caminos, que era un edificio en el que Flores había promocionado la lucha libre durante años antes de la separación. El Toreo de Cuatro Caminos (una antigua plaza de toros convertida en arena en 1968, actualmente demolida y anteriormente ubicada cerca de la estación del metro Cuatro Caminos) se convirtió en la sede principal de la UWA, utilizada para importantes luchas por el título, sus espectáculos de aniversario e importantes eventos de Lucha de Apuesta.
El enfoque más relajado de la UWA hacia la lucha libre, combinado con su voluntad de promover a luchadores más jóvenes, hizo que la promoción fuera un éxito rápido, ya que atrajeron repetidamente multitudes que llenaron el Toreo de Cuatro Caminos. La promoción fue la primera en elevar a luchadores como El Canek, Dos Caras, Fishman y Villano III al estatus de evento principal. El Canek se convirtió en la «cara de la UWA», ostentando el Campeonato Mundial de Peso Completo de la UWA no menos de 13 veces durante la vida de la promoción, atrayendo casas llenas cuando «defendió el honor de México» contra luchadores extranjeros como Hulk Hogan, Tatsumi Fujinami y Big Van Vader.
La UWA también se acercó a promociones de todo el mundo y forjó relaciones de trabajo con la World Wrestling Federation (WWF) en los Estados Unidos y New Japan Pro-Wrestling (NJPW) y Japan Women's Pro-Wrestling en Japón. Esta relación de trabajo resultó en una mayor afluencia de luchadores extranjeros de los que la EMLL alguna vez pudo producir y también llevó a que la UWA obtuviera derechos exclusivos para promover un campeonato de marca WWF, el WWF Light Heavyweight Championship (llamado «Campeonato Mundial de Peso Semicompleto de la WWF» en México) a principios de la década de 1980, incluso si la WWF, al luego tomar control del campeonato para su uso propio, no reconoce este linaje en su historial oficial de títulos en la actualidad.
La UWA incluso comenzó a trabajar con la EMLL en la década de 1980, copromocionando espectáculos y permitiendo que la EMLL contratara luchadores de la UWA en sus espectáculos. A principios de la década de 1990, UWA comenzó a tener problemas financieros cuando varios de sus mejores luchadores dejaron la empresa para trabajar para la EMLL, que para entonces podía ofrecerles más dinero.
En 1992, Antonio Peña se separó de la EMLL, tal como lo había hecho la UWA 18 años antes, y formó una nueva empresa llamada Asistencia Asesoría y Administración (AAA), lo que afectó aún más las finanzas de la UWA. Como el peso mexicano se devaluó bruscamente a mediados de la década de 1990, la UWA se vio obligada a cerrar sus puertas en 1995.

## Legado
La UWA es recordada como el lugar donde muchos de los luchadores principales de los años 1980 y 1990, tanto para el CMLL como para AAA, comenzaron, incluido El Canek, ahora considerado una leyenda en la lucha libre. La UWA también ayudó a popularizar el formato de lucha que ahora es el más común en México, la lucha de tríos, cuando juntaron al trío de rudos (malos) Los Misioneros de la Muerte (Negro Navarro, El Signo y El Texano) y los emparejaron contra el popular trío de técnicos (buenos) y atrajeron tantas multitudes que otras promociones comenzaron a promover fuertemente el formato de tríos también.
Los Misionares de la Muerte fueron originalmente luchadores de media cartelera en la UWA, pero su estatus subió inmediatamente en un combate de la UWA el 2 de noviembre de 1980 en un combate donde los tres se enfrentaron a Huracán Ramírez, Black Shadow y el legendario El Santo. Santo, que en ese momento tenía 63 años, sufrió un infarto legítimo durante el combate, que terminó sin resultado mientras era trasladado de urgencia al hospital. El incidente fue luego añadido al gimmick de los tres, que fue reelaborado como ángeles caídos enviados a la Tierra para eliminar a El Santo, y fueron programados contra tríos de otros técnicos.